# Тайшунь
Тайшу́нь (кит. упр. 泰顺, пиньинь Tàishùn) — уезд городского округа Вэньчжоу провинции Чжэцзян (КНР).

## История
Уезд был образован во времена империи Мин в 1452 году из смежных земель уездов Жуйань и Пинъян.
После образования КНР в 1949 году был создан Специальный район Вэньчжоу (温州专区), и уезд вошёл в его состав. 
В 1973 году Специальный район Вэньчжоу был переименован в Округ Вэньчжоу (温州地区).
В 1981 году город Вэньчжоу и округ Вэньчжоу были объединены в городской округ Вэньчжоу.

## Административное деление
Уезд делится на 9 посёлков и 1 национальную волость.